# Glaciar Huemul
El glaciar Huemul es un glaciar ubicado en las cercanías de la laguna homónima, la laguna del Desierto, el cerro Crestón y el Vespignani en la Patagonia Austral. Es el glaciar más accesible de la zona y se puede llegar a través de un sendero de trekking desde el refugio "Lago del desierto", el sendero recorre una distancia de 1,48km, con una altitud máxima de 728 metros y una duración de 1 hora 30 minutos.
En esta ruta se puede observar la cara norte del Fitz Roy y el valle del rio de las vueltas.
Las localidades más cercanas son El Chaltén (Argentina) y Candelario Mancilla (Chile). El glaciar es parte de la reserva provincial Lago del Desierto de la provincia de Santa Cruz, Argentina.
Previamente los límites de la Patagonia estuvo en disputa entre Chile y Argentina en la conocida  Guerra de los Mapas. No fue hasta 1937 que el Cerro pasó a formar parte de la República Argentina. Y en 1981 fue declarado Patrimonio de la Humanidad por la UNESCO.
Este Glaciar comenzó a formar parte del parque nacional Los Glaciares en 1937.